# Izumi Yokokawa
Izumi Yokokawa (横川 泉, Yokokawa Izumi) est un footballeur japonais né le 25 février 1963 à Nirasaki. Il évoluait au poste de gardien de but.

## Palmarès
- Finaliste de la Coupe du Japon en 1985 et 1988 avec le Fujita Industries